# Apacserőd
Az Apacserőd egy 1948-as John Ford által rendezett amerikai western. A film az első darabja Ford "lovaskatona trilógiájának", melyet a Sárga szalagot viselt (1949.) és a Rio Grande (1950.) követett. Mindhárom western főszereplője John Wayne.
A történet James Warner Bellah fiktív írásán alapul, melyet a Little Bighorn-i csata ihletett.
A film a Locarnói Nemzetközi Filmfesztiválon elnyerte a elnyere a legjobb rendezés és operatőr díját.

## Történet
|  | Alább a cselekmény részletei következnek! |

Az Amerikai polgárháború után a nagy tiszteletnek örvendő veterán Kirby York százados (John Wayne) készül átvenni az Apacserőd, egy külvilágtól elszigetelt lovaskatona őrhely parancsnoki tisztségét. De csalódottan értesül róla, hogy Owen Thursday alezredest (Henry Fonda) nevezik ki az erőd élére. A West Pointon végzett Thursday a polgárháborús múltja ellenére tapasztalatlannak számított az indiánokkal vívott harcokban, emellett arrogáns és egocentrikus tiszt hírében állt.
Az özvegy Thursdayel tart lánya Philadelphia (Shirley Temple) is. A lány elkezd érdeklődni Michael Shannon O'Rourke alhadnagy (John Agar), Michael O'Rourke törzsőrmester (Ward Bond) fia iránt. Az idősebb O'Rourke megbecsült polgárháborús veterán, aki arra ösztönzi fiát, hogy West Pointra járjon. Az osztálytudatos Thursday megtiltja a lányának, hogy olyan emberekkel érintkezzen, aki nem tekinthető úriembernek.
Mikor nyugtalanság kezdi felütni a fejét az apacsok között Cochise (Miguel Inclan) vezetésével, Thursday elutasítja York tanácsát, hogy tárgyaljanak az indiánokkal tisztelettel, és orvosolják a rezervátumban a problémákat, amit a korrupt indián ügynök Silas Meacham (Grant Withers) okozott. Az ő merev értelmezése szerint Meacham az Egyesült Államok kormányának ügynöke, és megilleti a hadsereg védelme, annak ellenére, hogy maga is megveti emberként. Az arrogáns és elutasító viselkedése az apacsokkal szemben lázadáshoz vezet az indiánok körében. Thursday megparancsolja az ezrednek, hogy támadják meg a hegyekben húzódó indiánokat. York figyelmezteti, hogy ez a hadmozdulat öngyilkosság lenne. Thursday ezért felmenti a szolgálat alól, és megparancsolja neki, hogy maradjon az erődben. A helyére Sam Collingwood századost (George O’Brien) nevezi ki.
York szándékosan félreértelmezi a parancsot, és a fiatal O'Rourke marad az erődben. Thursday terve teljesen csődöt mond, serege súlyos vereséget szenved. Néhány katonája visszamenekül arra a hegygerincre, ahol York állása van. A csatában végül Thursday is elesik. Cochise meghagyja York és az ezred megmaradt tagjának életét, mert tudja, hogy a százados becsületes ember.
Ezután már York százados parancsol az ezrednek, mint rangidős tiszt. Újságírók érkeznek az erődbe, ahol York úgy mutatja be O'Rourke alhadnagyot, mint Philadelphia férjét. Továbbá megerősíti nekik, hogy Thursday gyenge taktikus volt, és vakmerő parancsa vezetett az öngyilkos támadáshoz, továbbá hozzáteszi, hogy ezt az ezred megmaradt tagjai nem felejtik el ameddig élnek.

## Szereposztás
| Színész         | Karakter                           |
| --------------- | ---------------------------------- |
| John Wayne      | Kirby York százados                |
| Henry Fonda     | Owen Thursday alezredes            |
| Shirley Temple  | Philadelphia Thursday              |
| John Agar       | Michael Shannon O'Rourke alhadnagy |
| Ward Bond       | Michael O'Rourke törzsőrmester     |
| Victor McLaglen | Festus Mulcahy őrmester            |
| Dick Foran      | Timothy Quincannon őrmester        |
| George O’Brien  | Sam Collingwood százados           |
| Anna Lee        | Emily Collingwood                  |
| Miguel Inclan   | Cochise                            |
| Grant Withers   | Silas Meacham                      |
| Guy Kibbee      | Dr. Wilkens százados               |
| Jack Pennick    | Daniel Schattuck őrmester          |

## Forgatás
A felvételeket Kalifornia és Utah államban vették fel.

## Fordítás
- Ez a szócikk részben vagy egészben  a   Fort_Apache (film) című angol Wikipédia-szócikk fordításán alapul.  Az eredeti cikk szerkesztőit annak laptörténete sorolja fel. Ez a jelzés csupán a megfogalmazás eredetét és a szerzői jogokat jelzi, nem szolgál a cikkben szereplő információk forrásmegjelöléseként.